# Língua khinalug

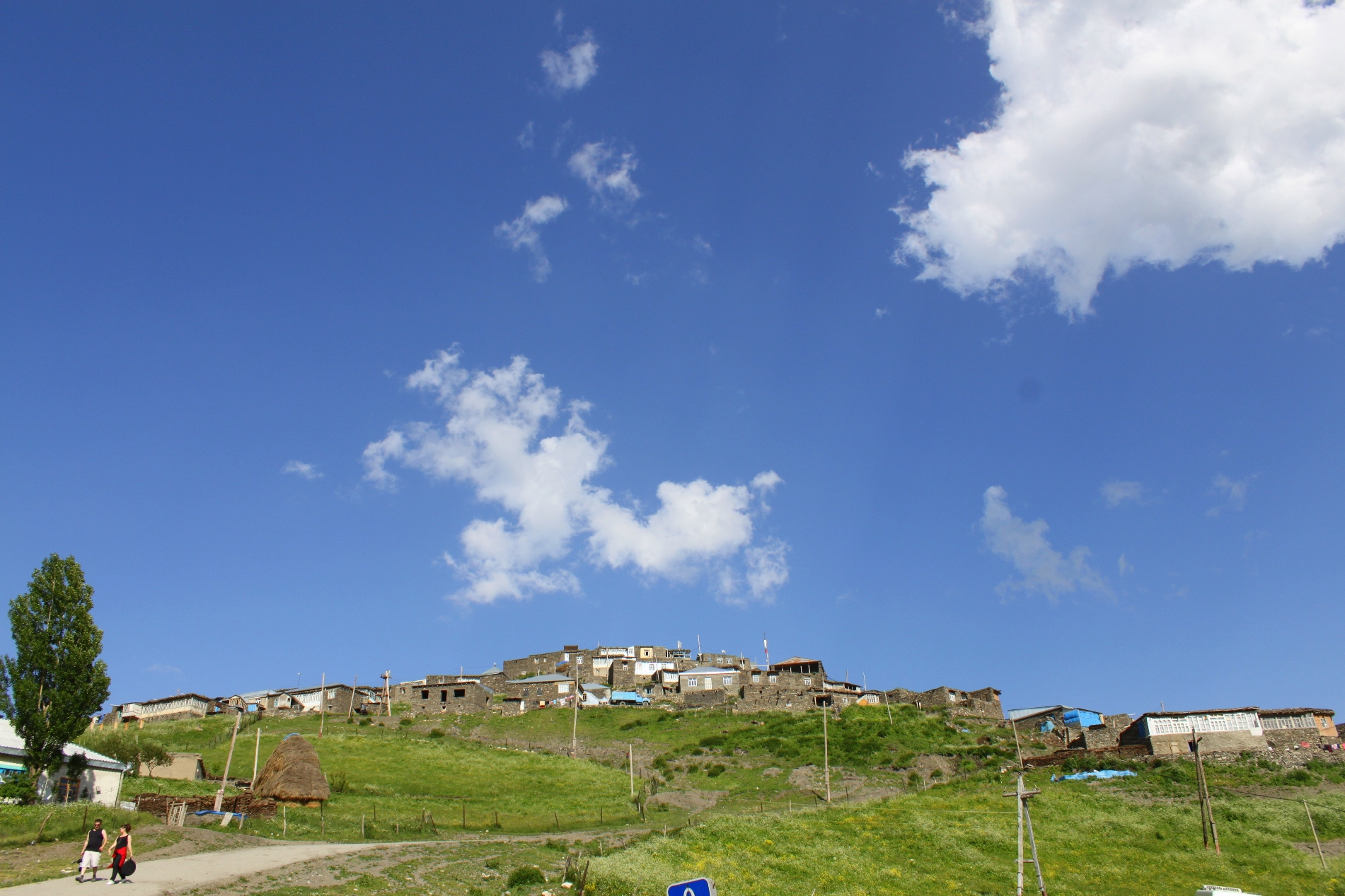
Vila de Khinalug, onde é falada a língua khinalug.

Khinalug, também escrita Xinalugh ou Khinalugh, é uma das línguas do nordeste caucasiano falada por cerca de 1.500 pessoas nas aldeias de Khinalug e Gülüstan, nas montanhas do Raion de Quba, no norte do Azerbaijão. É uma língua única no seu ramo, o grupo khinalug.

## Ameçada
Khinalug é uma língua ameaçada de extinção, classificada como "severamente ameaçada" pela UNESCO no seu  “Atlas das línguas do mundo em perigo”.

## Fonologia

### Consoantes
|           | Bilabial                              | Dental                                  | Lateral               | Palatal                                 | Velar                                 | Uvular              | Faringeal         | Glotal   |
| --------- | ------------------------------------- | --------------------------------------- | --------------------- | --------------------------------------- | ------------------------------------- | ------------------- | ----------------- | -------- |
| Oclusiva  | [p] [b] [pʼ] [pː] p b pʼ pp п б пI пп | [t] [d] [tʼ] [tː] t d tʼ tt т д тI тт   |                       |                                         | [k] [ɡ] [kʼ] [kː] k g kʼ kk к г кI кк | [q] [qʼ] q qʼ хъ къ |                   | [ʔ] ʔ ъ  |
| Fricativa | [f] [v] f v ф в                       | [s] [z] s z с з                         | [ɬ] ł лъ              | [ʃ] [ʒ] š ž ш ж                         | [x] [ɢ] x ɢ хь г^                     | [χ] [ɣ] χ ɣ х гъ    | [ħ] [ʕ] ħ ʕ хI гI | [h] h гь |
| Africada  |                                       | [ʦ] [ʣ] [ʦʼ] [ʦː] c dz cʼ cc ц дз цI цц | [t͡ɬ] [t͡ɬʼ] ƛ ƛʼ лI кь | [ʧ] [ʤ] [ʧʾ] [ʧː] č dž čʾ čč ч дж чI чч |                                       |                     |                   |          |
| Nasal     | [m] m м                               | [n] n н                                 |                       |                                         |                                       |                     |                   |          |
| Líquida   |                                       | [r] r р                                 | [l] l л               |                                         |                                       |                     |                   |          |
| Semivogal |                                       |                                         |                       | [j] y й                                 |                                       |                     |                   |          |

## Morfologia

### Classes gramaticais
Como muitas das línguas do nordeste caucasiano, o khinalug divide os substantivos em quatro classes nominais:
- Classe I : humanos masculinos. Exemplos : csə - irmão ; ši - filho
- Classe II : humanos femininos. Exemplos : dædæ - mãe ;  χinimkʾir - mulher
- Classe III : seres vivos : Exemplos : kukacʾ - galinha ; cʾol - cabra ; lucoz - vaca ;
- Classe IV : objetos, abstratos. Exemplos : kʾǝnǝb - semana ; ǝ~kka - rivo ; ǝ~qʾ - sol

## Alfabeto
A língua usa uma forma própria do alfabeto cirílico:
| 1 | 2 | 3  | 4 | 5 | 6 | 7  | 8  | 9   | 10 | 11 | 12 | 13 | 14 | 15 | 16 | 17 | 18 | 19 | 20 | 21 | 22 | 23 | 24  | 25   | 26  | 27 | 28  | 29 | 30  | 31 | 32 | 33 | 34 | 35 | 36 | 37 |
| - | - | -- | - | - | - | -- | -- | --- | -- | -- | -- | -- | -- | -- | -- | -- | -- | -- | -- | -- | -- | -- | --- | ---- | --- | -- | --- | -- | --- | -- | -- | -- | -- | -- | -- | -- |
| А | А̃ | Аь | Б | В | Г | Гъ | ГӀ | ГӀв | Д  | Дж | Дз | Е  | Е̃  | Ж  | З  | И  | И̃  | Й  | К  | Кв | Кк | Кх | Кхв | Кхкх | Къв | Кь | КьӀ | КӀ | КӀв | Л  | Лъ | М  | Н  | О  | О̃  | Оь |
| а | а̃ | аь | б | в | г | гъ | гӀ | гӀв | д  | дж | дз | е  | е̃  | ж  | з  | и  | и̃  | й  | к  | кв | кк | кх | кхв | кхкх | къв | кь | кьӀ | кӀ | кӀв | л  | лъ | м  | н  | о  | о̃  | оь |

| 38 | 39 | 40 | 41 | 42 | 43 | 44 | 45 | 46  | 47   | 48 | 49 | 50 | 51 | 52 | 53 | 54  | 55 | 56 | 57 | 58 | 59 | 60 | 61 | 62 | 63  | 64 | 65 | 66 | 67  | 68 | 69 | 70 | 71 | 72 | 73 | 74 |
| -- | -- | -- | -- | -- | -- | -- | -- | --- | ---- | -- | -- | -- | -- | -- | -- | --- | -- | -- | -- | -- | -- | -- | -- | -- | --- | -- | -- | -- | --- | -- | -- | -- | -- | -- | -- | -- |
| П  | Пв | ПӀ | Р  | С  | Т  | Тт | ТӀ | ТӀв | ТӀтӀ | У  | У̃  | Уь | Ф  | Х  | Хъ | Хъв | Хь | ХӀ | Ӏ  | Ӏъ | Ц  | Цв | Цц | ЦӀ | ЦӀв | Ч  | Чч | ЧӀ | ЧӀв | Ш  | Шв | Ъ  | Ы  | Э  | Ә  | Ә̃  |
| п  | пв | пӀ | р  | с  | т  | тт | тӀ | тӀв | тӀтӀ | у  | у̃  | уь | ф  | х  | хъ | хъв | хь | хӀ | Ӏ  | Ӏъ | ц  | цв | цц | цӀ | цӀв | ч  | чч | чӀ | чӀв | ш  | шв | ъ  | ы  | э  | ә  | ә̃  |